# ELF Corporation
ELF Corporation (en japonés: 株式会社エルフ, romanizado: Kabushiki-gaisha Erufu), estilizada como élf, fue un estudio eroge japonés. Uno de sus juegos más populares es Dōkyūsei, un simulador de citas pionero, que tuvo una secuela y se convirtió en una serie OVA para adultos. El diseño de personajes de los principales villanos de la serie -saku es la mascota de la empresa. También son conocidos por los videojuegos de rol como la serie Dragon Knight y los juegos de aventuras de novelas visuales como YU-NO. Muchos juegos ELF se han convertido en series OVA para adultos. Tres de las series de juegos de ELF incluso se han convertido en series de anime de televisión: Elf-ban Kakyūsei, Raimuiro Senkitan y YU-NO.
Elf fue fundada el 27 de abril de 1989 en Tokio. A partir de 2004, el director ejecutivo es Atsushi Shimoda (下田篤). EFC, el club de fans de ELF (エルフＦＣ), tiene una membresía activa. Hay un proyecto que tiene como objetivo recrear el motor del juego para otras plataformas. Después de 27 años, en octubre de 2015 se anunció que la empresa cerraría sus puertas. Algunos de sus juegos fueron relanzados por DMM Games.

## Videojuegos
| Título | Plataforma(s)     | Fecha de lanzamiento     |
| --- | ----------------- | ------------------------ |
| Doki Doki! Shutter Chance | NEC PC-8801       | 8 de diciembre de 1988   |
| Doki Doki! Shutter Chance | NEC PC-9801       | 8 de diciembre de 1988   |
| Private School | NEC PC-8801       | 13 de marzo de 1989      |
| Private School | NEC PC-9801       | 19 de abril de 1989      |
| Private School | MSX               | 19 de abril de 1989      |
| Angel Hearts | NEC PC-9801       | 20 de junio de 1989      |
| Angel Hearts | NEC PC-8801       | 20 de junio de 1989      |
| Pinky Ponky | NEC PC-9801       | 13 de julio de 1989      |
| Pinky Ponky | NEC PC-8801       | 11 de agosto de 1989     |
| Pinky Ponky | MSX               | agosto de 1989           |
| Pinky Ponky | Sharp X68000      | 30 de agosto de 1990     |
| RUNRUN Kyosokyoku | NEC PC-9801       | 15 de septiembre de 1989 |
| RUNRUN Kyosokyoku | NEC PC-8801       | 15 de septiembre de 1989 |
| Dragon Knight | Sharp X68000      | 1 de noviembre de 1989   |
| Dragon Knight | NEC PC-8801       | 17 de noviembre de 1989  |
| Dragon Knight | NEC PC-9801       | 29 de noviembre de 1989  |
| Dragon Knight | MSX               | 19 de enero de 1990      |
| Foxy | NEC PC-9801       | 6 de febrero de 1990     |
| Foxy | NEC PC-8801       | marzo de 1990            |
| Foxy | MSX               | 17 de mayo de 1990       |
| Ray-Gun | NEC PC-9801       | 15 de mayo de 1990       |
| Ray-Gun | NEC PC-8801       | septiembre de 1990       |
| Ray-Gun | Sharp X68000      | 12 de diciembre de 1990  |
| Ray-Gun | MSX               | 11 de abril de 1991      |
| De-Ja | NEC PC-9801       | 15 de junio de 1990      |
| De-Ja | DOS/V             | 15 de junio de 1990      |
| De-Ja | NEC PC-8801       | junio de 1990            |
| De-Ja | Sharp X68000      | 12 de diciembre de 1990  |
| De-Ja | MSX               | 11 de abril de 1991      |
| Dragon Knight II | NEC PC-9801       | 30 de noviembre de 1990  |
| Dragon Knight II | NEC PC-8801       | diciembre de 1990        |
| Dragon Knight II | MSX               | 31 de enero de 1991      |
| Dragon Knight II | Sharp X68000      | 28 de febrero de 1991    |
| Foxy 2 | NEC PC-9801       | 4 de abril de 1991       |
| Foxy 2 | Sharp X68000      | 25 de abril de 1991      |
| Él | NEC PC-9801       | 23 de junio de 1991      |
| Él | Sharp X68000      | 17 de julio de 1991      |
| Él | FM Towns          | noviembre de 1991        |
| Él | MSX               | 17 de febrero de 1992    |
| Él | Windows 95        | 29 de septiembre de 2000 |
| Shangrlia | NEC PC-9801       | 28 de agosto de 1991     |
| Shangrlia | Sharp X68000      | 26 de septiembre de 1991 |
| Shangrlia | FM Towns          | 17 de enero de 1992      |
| Dragon Knight 3 | DOS/V             | 6 de julio de 1991       |
| Dragon Knight 3 | NEC PC-9801       | 14 de diciembre de 1991  |
| Dragon Knight 3 | Sharp X68000      | 31 de enero de 1992      |
| Dragon Knight 3 | FM Towns          | febrero de 1992          |
| Tenshin Ranma | NEC PC-9801       | 18 de marzo de 1992      |
| Tenshin Ranma | Sharp X68000      | 18 de abril de 1992      |
| Tenshin Ranma | FM Towns          | mayo de 1992             |
| De-Ja 2 | NEC PC-9801       | 25 de junio de 1992      |
| De-Ja 2 | DOS/V             | 25 de junio de 1992      |
| De-Ja 2 | Sharp X68000      | 30 de julio de 1992      |
| De-Ja 2 | FM Towns          | agosto de 1992           |
| Jan Jaku Jan | NEC PC-9801       | 13 de noviembre de 1992  |
| Jan Jaku Jan | Sharp X68000      | 24 de diciembre de 1992  |
| Jan Jaku Jan | FM Towns          | 12 de enero de 1993      |
| Dōkyūsei | NEC PC-9801       | 17 de diciembre de 1992  |
| Dōkyūsei | DOS/V             | 17 de diciembre de 1992  |
| Dōkyūsei | Sharp X68000      | 17 de diciembre de 1992  |
| Dōkyūsei | FM Towns          | 17 de diciembre de 1992  |
| Dōkyūsei | Windows 95        | 27 de agosto de 1999     |
| Dōkyūsei | Windows (Digital) | 1 de marzo de 2007       |
| Metal Eye | NEC PC-9801       | 28 de abril de 1993      |
| Metal Eye | Sharp X68000      | 28 de mayo de 1993       |
| Metal Eye | FM Towns          | 30 de junio de 1993      |
| Words Worth | NEC PC-9801       | 22 de julio de 1993      |
| Words Worth | Sharp X68000      | 27 de agosto de 1993     |
| Words Worth | FM Towns          | 30 de septiembre de 1993 |
| Words Worth | Windows 95        | 25 de marzo de 1999      |
| Words Worth | Windows XP        | 29 de octubre de 2004    |
| Shangrlia 2 | NEC PC-9801       | 30 de septiembre de 1993 |
| Shangrlia 2 | Sharp X68000      | 28 de octubre de 1993    |
| Shangrlia 2 | FM Towns          | 27 de noviembre de 1993  |
| Dragon Knight 4 | NEC PC-9801       | 25 de febrero de 1994    |
| Dragon Knight 4 | Sharp X68000      | 31 de marzo de 1994      |
| Dragon Knight 4 | FM Towns          | 28 de abril de 1994      |
| Dragon Knight 4 | Windows           | 29 de junio de 2007      |
| Metal Eye 2 | NEC PC-9801       | 31 de agosto de 1994     |
| Metal Eye 2 | FM Towns          | 30 de septiembre de 1994 |
| Dōkyūsei 2 | NEC PC-9801       | 31 de enero de 1995      |
| Dōkyūsei 2 | FM Towns          | febrero de 1995          |
| Dōkyūsei 2 | DOS/V             | 1995                     |
| Dōkyūsei 2 | Windows           | 29 de agosto de 1997     |
| Isaku | NEC PC-9801       | 25 de agosto de 1995     |
| Isaku | DOS/V             | 25 de agosto de 1995     |
| Isaku | Windows           | 30 de mayo de 1997       |
| Isaku | Macintosh         | 1 de marzo de 2000       |
| Elf-ban Kakyūsei | NEC PC-9801       | 7 de junio de 1996       |
| Elf-ban Kakyūsei | Sega Saturn       | 25 de abril de 1997      |
| Elf-ban Kakyūsei | Windows           | 26 de junio de 1998      |
| Nonomura Byōin no Hitobito | Sega Saturn       | 27 de abril de 1996      |
| Nonomura Byōin no Hitobito | Windows           | 27 de septiembre de 1996 |
| YU-NO: A girl who chants love at the bound of this world                                                                                         | NEC PC-9801       | 26 de diciembre de 1996  |
| YU-NO: A girl who chants love at the bound of this world                                                                                         | Sega Saturn       | 4 de diciembre de 1997   |
| Kawarazaki-ke no Ichizoku | Windows           | 1 de octubre de 1997     |
| Shūsaku | Windows           | 27 de marzo de 1998      |
| Shūsaku | Macintosh         | 27 de marzo de 1998      |
| Kakyūsei Screen Saver Collection | Windows           | 24 de julio de 1998      |
| Refrain Blue | Windows           | 26 de noviembre de 1999  |
| Koi Hime | Windows           | 24 de diciembre de 1999  |
| Elf All-Stars Datsui Jan | Windows           | 30 de marzo de 2000      |
| Kisaku | Windows           | 30 de enero de 2001      |
| Jankyūsei | Game Boy Color    | 27 de abril de 2001      |
| Ashita no Yukinojō | Windows           | 31 de agosto de 2001     |
| Elf All-Stars Datsui Jan 2 | Windows           | 22 de noviembre de 2001  |
| Hyakki | Windows           | 29 de marzo de 2002      |
| Masaru Ashita no Yukinojō 2 | Windows           | 27 de septiembre de 2002 |
| Raimuiro Senkitan | Windows           | 13 de diciembre de 2002  |
| Kawarazaki-ke no Ichizoku 2 | Windows           | 6 de junio de 2003       |
| Raimuiro Senkitan 2 | Windows           | 29 de agosto de 2003     |
| Shin Mikagura Shōjo Tanteidan | Windows           | 26 de diciembre de 2003  |
| Kakyūsei 2 | Windows           | 27 de agosto de 2004     |
| Hana to Hebi | Windows           | 5 de agosto de 2005      |
| AV King | Windows           | 27 de enero de 2006      |
| Elf All-Stars Datsui Jan 3 | Windows           | 31 de marzo de 2006      |
| Biniku no Kaori | Windows           | 28 de marzo de 2008      |
| Biniku no Kaori Naked | Windows           | 26 de marzo de 2010      |
| Ningen Debris | Windows           | 26 de noviembre de 2010  |
| Elf in Wonderland | Windows           | 12 de agosto de 2011     |
| Boku no Kanojo wa Gaten-kei/Kanojo ga Shita Koto, Boku ga Sareta Koto/Kyonyūzuma Kanzen Hokaku Keikaku/Boku no Tsuma ga Aitsu ni Netoraremashita | Windows           | 8 de diciembre de 2011   |
| Elf in Wonderland 2 | Windows           | 19 de julio de 2012      |
| Maro no Kanja wa Gatenkei | Windows           | 25 de abril de 2013      |
| Maro no Kanja wa Gatenkei 2 | Windows           | 8 de agosto de 2013      |
| Boku no Kanojo wa Gatenkei: Visual Lineup | Windows           | 27 de agosto de 2015     |
| Maro no Kanja wa Gatenkei 3: Kanketsuhen | Windows           | 15 de octubre de 2015    |

Yellow Vip (Windows)
| Título                   | Fecha de lanzamiento  |
| ------------------------ | --------------------- |
| Wakazuma Mangekyō        | 25 de febrero de 2005 |
| Otto no Mae de Okasarete | 28 de julio de 2006   |

### Silky's
Silky's es un estudio de juegos cuyos juegos son distribuidos principalmente por ELF, y varios de los cuales se han convertido en OVA.
- Ai Shimai 愛姉妹～二人の果実～ (también llamado Immoral Sisters : Two Immature Fruits)
  - Ai Shimai Tsubomi 愛姉妹・蕾　...汚してください (también llamado Immoral Sisters - Bloom ...Please Deflower and Aishimai 2)
  - Ai Shimai Docchi ni Suru no!! 愛姉妹 どっちにするの!!
- BE-YOND ビ・ヨンド　黒大将に見られてる
- Birthdays バース・デイズ
  - Valentine Kiss Birthdays 2 バレンタイン・キッス 〜バースデイズ2〜
- Dorei Kaigo 奴隷介護
- Flutter of Birds flutter of birds ～鳥達の羽ばたき～ (también llamado Virgin Touch)
  - Flutter of Birds 2 flutter of birds II 天使たちの翼 (también llamado Flutter of Birds 2: Wings of an Angel)
- Itoshi no Kotodama 愛しの言霊
- Jokei Kazoku 女系家族
- Mobius Roid Möbius Roid メビウスロイド (también llamado Moebius Roid)
- Nikutai Ten'i 肉体転移 (también llamado Teni)
- Shitai o Arau 肢体を洗う (también llamado Slave Nurse)
- Sweet Hanjuku na Tenshi-tachi sweet ～半熟な天使たち～ (también llamado Sweet: Semi-Matured Angel)